# الکساندر مایر (بازیکن فوتبال، زاده ۱۹۹۱)
الکساندر مایر (انگلیسی: Alexander Meyer؛ زادهٔ ۱۳ آوریل ۱۹۹۱) بازیکن فوتبال است.
از باشگاه‌هایی که در آن بازی کرده‌است می‌توان به باشگاه فوتبال اشتوتگارت اشاره کرد.